# 常総警察署
常総警察署（じょうそうけいさつしょ）は、茨城県警察の警察署の一つである。旧・水海道警察署。署長は警視。

## 所在地
茨城県常総市水海道高野町字目下554番地の2

## 管轄区域
- 常総市
- つくばみらい市

## 沿革
- 1877年（明治10年） 豊田郡水海道駅字五本榎（諏訪神社前）に下妻警察署水海道分室を設置。
- 1889年（明治22年）4月1日 水海道村が水海道町に改称。所在地は豊田郡水海道町字五本榎。
- 1896年（明治29年）3月29日 豊田郡が結城郡に編入する。所在地は結城郡水海道町字五本榎。
- 1918年（大正7年） 現在の宝町大通りに移転。
- 1926年（大正15年） 分署から昇格し、水海道警察署。管轄が1町6ヶ村から1町13ヶ村になる。
- 1954年（昭和29年）7月10日 合併及び市制。所在地は水海道市諏訪町字五本榎。
- 1962年（昭和37年）7月4日 水海道市橋本町3212番地に移転。
- 1992年（平成4年） 水海道市高野町字目下554番地の2に移転（現庁舎）
- 2006年（平成18年） 常総市の旧石下町地域、つくばみらい市の旧伊奈町地域を管轄区域に編入。茨城県常総警察署に名称変更（合併による名称変更）。所在地は常総市水海道高野町字目下554番地。
- 2010年（平成22年）
  - 3月11日 小絹駐在所がつくばみらい市絹の台三丁目に移転。絹の台駐在所に名称変更[1]。
  - 4月1日 上長沼・福岡・谷原駐在所を統合し、つくばみらい市小張字弥藤次5241番地2（仮画地中:陽光台一丁目127街区3画地・現:陽光台一丁目1番地1）にみらい平駅前交番を新設[1][2]。

## 組織
- 署長
- 副署長
- 警務課
  - 総合相談係
  - 被害者支援係
- 会計課
- 地域課
- 生活安全課
  - 銃刀係
- 刑事課
  - 国際化対策係
  - 鑑識係
- 交通課
- 警備課

## 地区交番

### 常総市
- 石下地区交番 - 常総市本石下4750番地

### つくばみらい市
- 伊奈地区交番 - つくばみらい市福原230番地4

## 交番

### つくばみらい市
- みらい平駅前交番 - つくばみらい市陽光台一丁目1番地1

## 駐在所

### 常総市
- 内守谷駐在所 - 常総市内守谷町2743番地2
- 岡田駐在所 - 常総市向石下1007番地1
- 豊岡駐在所 - 常総市豊岡町丙3410番地8
- 三妻駐在所 - 常総市中妻町2457番地10

### つくばみらい市
- 絹の台駐在所 - つくばみらい市絹の台三丁目1番地1

## 過去に存在した駐在所
- 小絹駐在所 - つくばみらい市筒戸2196番地2（2010年3月10日に絹の台三丁目に移転し、｢絹の台駐在所｣に名称変更）
- 上長沼駐在所 - つくばみらい市上長沼1321番地4（2010年3月31日廃止。福岡・谷原駐在所と統合し、みらい平駅前交番）
- 福岡駐在所 - つくばみらい市福岡6番地（2010年3月31日廃止。上長沼・谷原駐在所と統合し、みらい平駅前交番）
- 谷原駐在所 - つくばみらい市古川858番地（2010年3月31日廃止。上長沼・福岡駐在所と統合し、みらい平駅前交番）
- 豊田駐在所 - 常総市豊田2245番地1(2010年3月31日廃止。建物は解体）
- 岡田駐在所 - 常総市鴻野山46番地1（現在の岡田駐在所はかつての飯沼駐在所）
- 大生郷駐在所 - 常総市大生郷町3134番地
- 坂手駐在所 - 常総市坂手町1261番地3
- 上蛇駐在所 - 常総市上蛇町1899番地1
- 菅生駐在所 - 常総市菅生町2961番地9
- 大輪駐在所 - 常総市大輪町1490番地7